# Raus aus dem Teich
Raus aus dem Teich ist ein US-amerikanischer Computeranimationsfilm von Benjamin Renner aus dem Jahr 2023.
Der Film feierte seine Premiere am 19. Oktober 2023 bei der VIEW Conference in Turin. Kinostart in Deutschland war der 21. Dezember 2023, am darauffolgenden Tag kam der Film in die US-Kinos.

## Handlung
Die Enten-Familie Mallard lebt in einem Teich in Neuengland. Während Vater Mack dort sehr glücklich und zufrieden ist, möchte Mutter Pam etwas Neues erleben und mit ihrem Sohn Dax und dem Entenküken Gwen die weite Welt erkunden. Als eine durchreisende Enten-Familie an ihrem Teich landet und spannende Geschichten von weit entfernten Orten erzählt, überredet Pam Mack zu einem Familienausflug über New York City ins warme Jamaika. Doch als sich die Mallards auf den Weg in den Süden machen, um dort zu überwintern, kommen ihre Pläne schnell durcheinander.

## Produktion
Die Produktion des Films übernahm Chris Meledandri, CEO der Produktionsfirma Illumination. Das Drehbuch schrieb Benjamin Renner gemeinsam mit Mike White. Die Regie übernahm Renner zusammen mit Co-Regisseur Guylo Homsy.

## Synchronisation
Die deutschsprachige Synchronisation entstand durch die Interopa Film GmbH in Berlin. Dialogregie führte Sven Hasper, der auch für das Dialogbuch verantwortlich zeichnet.
| Rollenname | Englische Stimme   | Deutsche Stimme  |
| ---------- | ------------------ | ---------------- |
| Mack       | Kumail Nanjiani    | Elyas M’Barek    |
| Pam        | Elizabeth Banks    | Nazan Eckes      |
| Dax        | Caspar Jennings    | Julius Weckauf   |
| Gwen       | Tresi Gazal        | Luiza Kampf      |
| Chump      | Awkwafina          | Nina Chuba       |
| Delroy     | Keegan-Michael Key | Jorge González   |
| Onkel Dan  | Danny DeVito       | Axel Lutter      |
| Erin       | Carol Kane         | Cathlen Gawlich  |
| Kim        | Isabela Merced     | Derya Flechtner  |
| Googoo     | David Mitchell     | Tobias Nath      |
| Joe        |                    | Armin Schlagwein |

## Rezeption

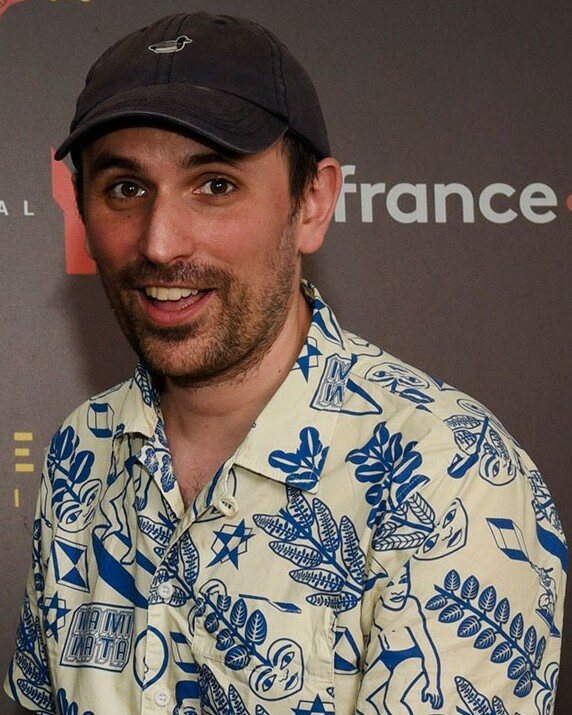
Regisseur Benjamin Renner

73 Prozent der bei Rotten Tomatoes aufgeführten Kritiken sind positiv. In den 23 Top Critic Reviews wurde Raus aus dem Teich mit durchschnittlich 5,7 von 10 möglichen Punkten bewertet. Bei Metacritic erhielt der Film einen Metascore von 56 von 100 möglichen Punkten, der auf 25 Rezensionen basiert.
Die weltweiten Einnahmen des Films aus Kinovorführungen beliefen sich auf knapp 298,9 Millionen US-Dollar. In Deutschland verzeichnete der Film 2.396.675 Besucher sowie ein Einspielergebnis von 20,8 Millionen Euro.